# Pluto-Ensemble
Het Pluto-Ensemble is een Belgisch collectief dat zich richt op vocale muziek. Er wordt geen nadruk gelegd op een bepaalde periode – de nadruk kan liggen op verschillende stijlen, van middeleeuws tot hedendaags.
Het ensemble werd opgericht in 2010 door Marnix De Cat, een Belgische contratenor, componist en dirigent. Hij was een van de kernleden van de Capilla Flamenca. De Cat is specialist in het Franco-Vlaamse polyfonierepertorie.
Over de naam van het ensemble vermeldt de officiële website het volgende: "De naam is afkomstig van de ‘dwerg’planeet Pluto, de derde mysterie-planeet van de Aquariusera. Na Uranus en Neptunus, die respectievelijk het hart en het hoofd beïnvloeden, staat Pluto hier voor de verwerkelijking van de Universele Waarheid van de mens als hoger wezen.

## Pluto, de her-schepper!
Elk programma heeft zijn eigen bezetting wat zang en instrumentatie betreft. Het ensemble werkt vaak samen met het Hathor Consort o.l.v. Romina Lischka.
Het ensemble richt zich onder andere op de 14de-eeuwse ars nova en ars subtilior, de polyfonie van de renaissance van Vlaanderen tot Italië, de barokperiode met oa. Strauss, Biber en Bach en hedendaagse polyfonie met oa. minimal en repetitieve muziek.